# Johann Georg Oberteufer
Johann Georg Oberteufer (* 28. Februar 1750 in Herisau; † 23. Dezember 1819 in Wattwil; heimatberechtigt in Herisau) war ein Schweizer Arzt und Politiker aus dem Kanton Appenzell Ausserrhoden.

## Leben
Johann Georg Oberteufer war ein Sohn von Johann Heinrich Oberteufer, Arzt in Herisau, und Johanna Barbara Meyer, Tochter von Jeremias Meyer, Landestatthalter. Im Jahr 1777 heiratete er Susanna Bodmer, Tochter eines Kapitänleutnants, von Wülflingen, heute Gemeinde Winterthur.
Im Jahr 1771 erwarb er den Doktor der Medizin in Strassburg. Anschliessend arbeitete er als Arzt in Herisau. Er war vor allem in der Geburtshilfe und als Chirurg tätig. Ab 1798 bis 1799 war er Mitglied des Sanitätskollegiums des Kantons Säntis und 1810 der kantonalen Sanitätskommission. Er verfasste praktisch-medizinische, chirurgische und vor allem geburtshilfliche Beiträge in angesehenen Fachzeitschriften des In- und Auslands.